# Конвой № 3420
Конвой № 3420 — японський конвой часів Другої світової війни, проведення якого відбувалось у квітні 1943 року.
Пунктом призначення конвою був атол Трук (Чуук) у центральній частині Каролінських островів, де ще до війни створили потужну базу японського ВМФ, з якої до лютого 1944 року провадились операції у цілому ряді архіпелагів. Вихідним пунктом став розташований у Токійській затоці порт Йокосука (саме звідси традиційно вирушала більшість конвоїв на Трук).
До складу конвою увійшли транспорти «Могамігава-Мару», «Сінюбарі-Мару», «Сінко-Мару» та «Хоккай-Мару», тоді як ескорт забезпечував кайбокан (фрегат) «Окі».
Загін вирушив з порту 20 квітня 1943 року. Його маршрут пролягав через кілька традиційних районів патрулювання американських підводних човнів, які зазвичай діяли поблизу східного узбережжя Японського архіпелагу, біля островів Оґасавара, Маріанських островів і на підходах до Труку. Враховуючи це, 23 квітня з острова Сайпан (Маріанський архіпелаг) вийшов переобладнаний тральщик «Секі-Мару № 3», який 24—25 квітня забезпечував додаткову охорону конвою.
У підсумку 30 квітня конвой № 3420 успішно прибув на Трук.